# Nowofastiw
Nowofastiw (ukrainisch Новофастів; russisch Новофастов Nowofastow, polnisch Nowochwastów) ist ein Dorf im Nordosten der ukrainischen Oblast Winnyzja mit etwa 970 Einwohnern (2001).

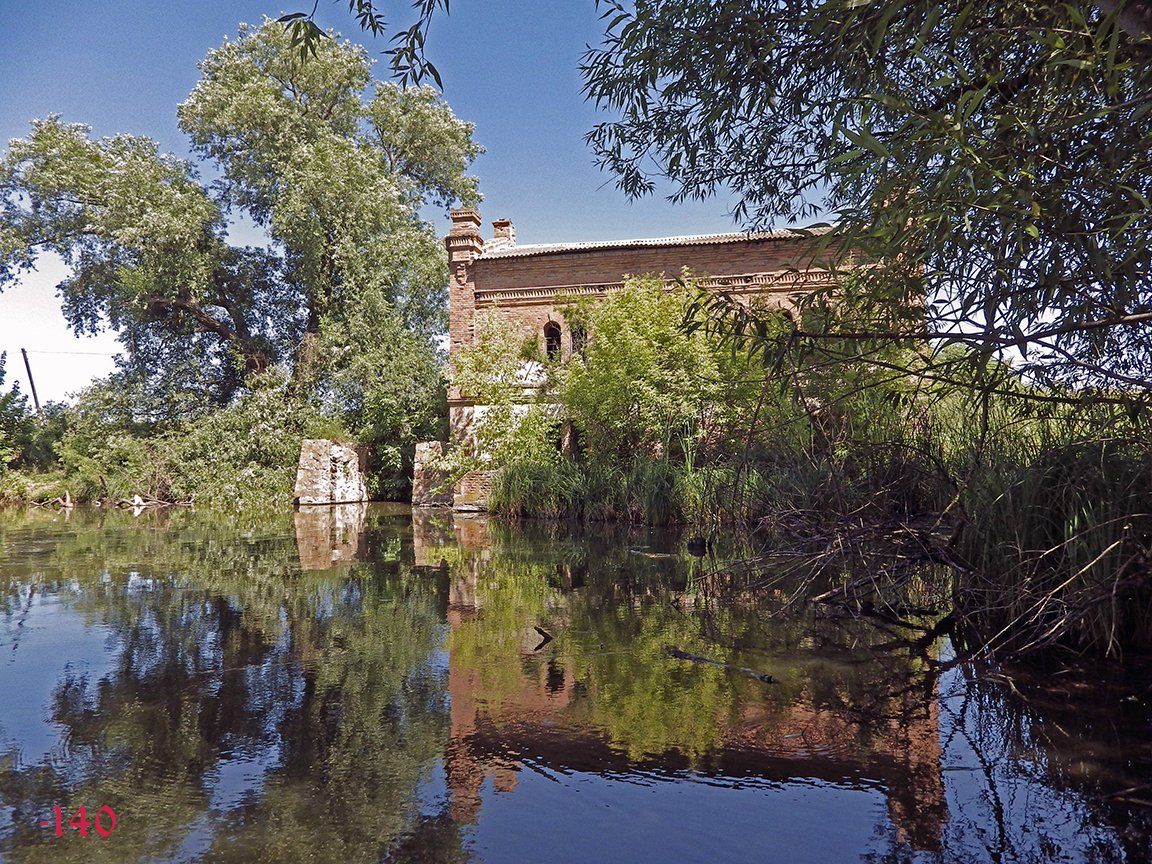
Alte Wassermühle von 1896

Das im 18. Jahrhundert gegründete Dorf hieß bis 1805 Голофастів Holofastiw.
Die Ortschaft liegt auf einer Höhe von 214 m am Ufer der Orichowatka (Оріховатка), einem 34 km langen, linken Nebenfluss des Ros, 20 km nordöstlich vom ehemaligen Rajonzentrum Pohrebyschtsche und etwa 90 km nordöstlich vom Oblastzentrum Winnyzja. Durch das Dorf verläuft die Territorialstraße T–02–03.
Am 12. Juni 2020 wurde das Dorf ein Teil der neugegründeten Stadtgemeinde Pohrebyschtsche, bis dahin bildete es zusammen mit dem Dorf Burkiwzi (Бурківці) die gleichnamige Landratsgemeinde Nowofastiw (Новофастівська сільська рада/Nowofastiwska silska rada) im Nordosten des Rajons Pohrebyschtsche.
Am 17. Juli 2020 kam es im Zuge einer großen Rajonsreform zum Anschluss des Rajonsgebietes an den Rajon Winnyzja.

## Persönlichkeiten
Im Dorf lebte eine Zeit lang der polnisch-britische Schriftsteller Joseph Conrad (1857–1924).